# Cram-Chaban
Cram-Chaban (prononcé [kʁɑ̃ ʃabɑ̃] ; Cramchaban jusqu'au 31 décembre 2022) est une commune du Sud-Ouest de la France située dans le département de la Charente-Maritime (région Nouvelle-Aquitaine).
Ses habitants sont appelés les Cramois ou Cramchabanais et les Cramoises ou Cramchabanaises.

## Géographie

### Communes limitrophes
| La Grève-sur-Mignon | Saint-Hilaire-la-Palud (Deux-Sèvres) |                                   |
| La Laigne           | Cramchaban                           | Prin-Deyrançon (Deux-Sèvres)      |
| Benon               | Saint-Pierre-d'Amilly                | Mauzé-sur-le-Mignon (Deux-Sèvres) |

## Urbanisme

### Typologie
Au 1er janvier 2024, Cram-Chaban est catégorisée commune rurale à habitat dispersé, selon la nouvelle grille communale de densité à 7 niveaux définie par l'Insee en 2022.
Elle est située hors unité urbaine. Par ailleurs la commune fait partie de l'aire d'attraction de La Rochelle, dont elle est une commune de la couronne,. Cette aire, qui regroupe 72 communes, est catégorisée dans les aires de 200 000 à moins de 700 000 habitants,.

### Occupation des sols

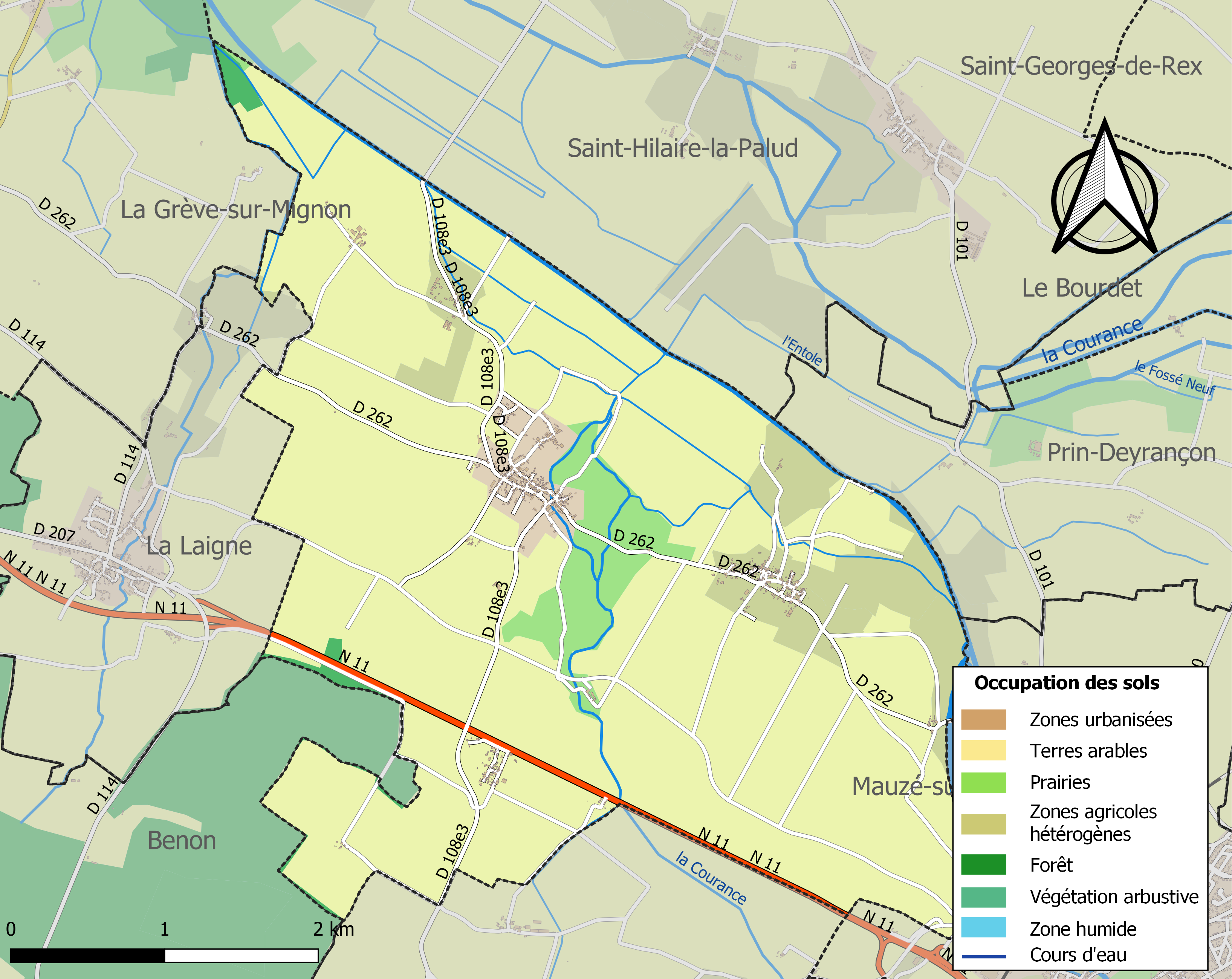
Carte des infrastructures et de l'occupation des sols de la commune en 2018 (CLC).

L'occupation des sols de la commune, telle qu'elle ressort de la base de données européenne d’occupation biophysique des sols Corine Land Cover (CLC), est marquée par l'importance des territoires agricoles (96,3 % en 2018), en diminution par rapport à 1990 (97,9 %). La répartition détaillée en 2018 est la suivante : 
terres arables (81,6 %), zones agricoles hétérogènes (9,9 %), prairies (4,8 %), zones urbanisées (2,7 %), forêts (1 %).
L'IGN met par ailleurs à disposition un outil en ligne permettant de comparer l’évolution dans le temps de l’occupation des sols de la commune (ou de territoires à des échelles différentes). Plusieurs époques sont accessibles sous forme de cartes ou photos aériennes : la carte de Cassini (XVIIIe siècle), la carte d'état-major (1820-1866) et la période actuelle (1950 à aujourd'hui).

### Risques majeurs
Le territoire de la commune de Cramchaban est vulnérable à différents aléas naturels : météorologiques (tempête, orage, neige, grand froid, canicule ou sécheresse), inondations, mouvements de terrains et séisme (sismicité modérée). Il est également exposé à un risque technologique,  le transport de matières dangereuses. Un site publié par le BRGM permet d'évaluer simplement et rapidement les risques d'un bien localisé soit par son adresse soit par le numéro de sa parcelle. 
Un séisme de magnitude 5,3 à 5,8  a été détecté à Cram-Chaban le 16 juin 2023 en fin d'après-midi, vers 18 h 38 au nord-est de La Rochelle, provoquant quelques dégâts matériels et un blessé léger. Ses secousses ont été ressenties dans plusieurs villes de l’Ouest, dont Niort, et jusqu’à Paris. Une réplique sismique de magnitude 5 sur l’échelle de Richter a été également constatée le lendemain matin.

#### Risques naturels
Certaines parties du territoire communal sont susceptibles d’être affectées par le risque d’inondation par débordement de cours d'eau, notamment le Mignon et la Courance. La commune a été reconnue en état de catastrophe naturelle au titre des dommages causés par les inondations et coulées de boue survenues en 1982, 1999, 2010 et 2018,.

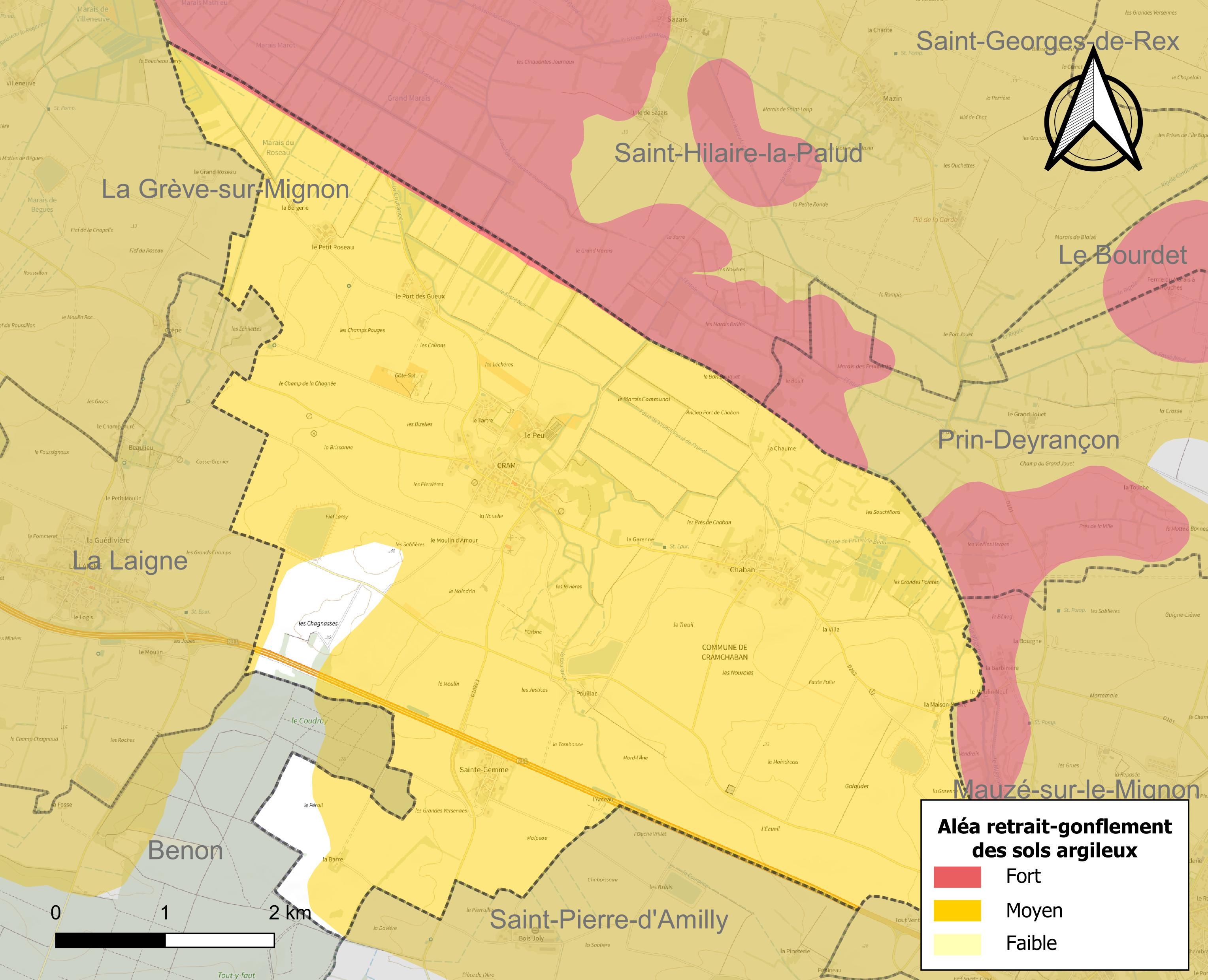
Carte des zones d'aléa retrait-gonflement des sols argileux de Cramchaban.

Les mouvements de terrains susceptibles de se produire sur la commune sont des tassements différentiels.
Le retrait-gonflement des sols argileux est susceptible d'engendrer des dommages importants aux bâtiments en cas d’alternance de périodes de sécheresse et de pluie. 95,5 % de la superficie communale est en aléa moyen ou fort (54,2 % au niveau départemental et 48,5 % au niveau national). Sur les 312 bâtiments dénombrés sur la commune en 2019,  312 sont en aléa moyen ou fort, soit 100 %, à comparer aux 57 % au niveau départemental et 54 % au niveau national. Une cartographie de l'exposition du territoire national au retrait gonflement des sols argileux est disponible sur le site du BRGM,.
Par ailleurs, afin de mieux appréhender le risque d’affaissement de terrain, l'inventaire national des cavités souterraines permet de localiser celles situées sur la commune.
Concernant les mouvements de terrains, la commune a été reconnue en état de catastrophe naturelle au titre des dommages causés par la sécheresse en 2017 et par des mouvements de terrain en 1999 et 2010.

#### Risques technologiques
Le risque de transport de matières dangereuses sur la commune est lié à sa traversée par une ou des infrastructures routières ou ferroviaires importantes ou la présence d'une canalisation de transport d'hydrocarbures. Un accident se produisant sur de telles infrastructures est susceptible d’avoir des effets graves sur les biens, les personnes ou l'environnement, selon la nature du matériau transporté. Des dispositions d’urbanisme peuvent être préconisées en conséquence.

## Toponymie
Le nom de la commune résulte de l'association du nom des deux principaux lieux-dits de la commune,   Cram pour le bourg et Chaban pour un hameau.
Jusqu'à la Révolution, le bourg était connu sous le nom de Cram-le-Prieuré. Il a été rebaptisé en Cram-Chaban pendant la période révolutionnaire puis les deux noms sont fusionné pour former Cramchaban. En 2023, la dénomination officielle redevient Cram-Chaban.

## Administration

### Liste des maires
| Période                                  | Période  | Identité        | Étiquette | Qualité       |
| ---------------------------------------- | -------- | --------------- | --------- | ------------- |
| avant 1995                               | 2008     | Rémi Héraud     |           |               |
| 2008                                     | 2014     | Adélaïde Renaud |           |               |
| 2014                                     | en cours | Laurent Renaud  |           | Fonctionnaire |
| Les données manquantes sont à compléter. |          |                 |           |               |

## Population et société

### Démographie

#### Évolution démographique
L'évolution du nombre d'habitants est connue à travers les recensements de la population effectués dans la commune depuis 1793. Pour les communes de moins de 10 000 habitants, une enquête de recensement portant sur toute la population est réalisée tous les cinq ans, les populations de référence des années intermédiaires étant quant à elles estimées par interpolation ou extrapolation. Pour la commune, le premier recensement exhaustif entrant dans le cadre du nouveau dispositif a été réalisé en 2005.

En 2022, la commune comptait 648 habitants, en évolution de −0,92 % par rapport à 2016 (Charente-Maritime : +4,04 %, France hors Mayotte : +2,11 %).
| 1793 | 1800 | 1806 | 1821 | 1831 | 1836 | 1841 | 1846 | 1851 |
| ---- | ---- | ---- | ---- | ---- | ---- | ---- | ---- | ---- |
| 609  | 652  | 620  | 726  | 751  | 705  | 753  | 743  | 753  |

| 1856 | 1861 | 1866 | 1872 | 1876 | 1881 | 1886 | 1891 | 1896 |
| ---- | ---- | ---- | ---- | ---- | ---- | ---- | ---- | ---- |
| 795  | 818  | 824  | 810  | 852  | 895  | 826  | 782  | 722  |

| 1901 | 1906 | 1911 | 1921 | 1926 | 1931 | 1936 | 1946 | 1954 |
| ---- | ---- | ---- | ---- | ---- | ---- | ---- | ---- | ---- |
| 702  | 714  | 727  | 666  | 596  | 554  | 514  | 523  | 589  |

| 1962 | 1968 | 1975 | 1982 | 1990 | 1999 | 2005 | 2006 | 2010 |
| ---- | ---- | ---- | ---- | ---- | ---- | ---- | ---- | ---- |
| 559  | 619  | 503  | 534  | 516  | 515  | 549  | 554  | 611  |

| 2015 | 2020 | 2022 | - | - | - | - | - | - |
| ---- | ---- | ---- | - | - | - | - | - | - |
| 654  | 648  | 648  | - | - | - | - | - | - |

## Culture locale et patrimoine

### Lieux et monuments
- Un érable de Montpellier, labellisé « Arbre remarquable de France » par l'association A.R.B.R.E.S. en octobre 2018[22].

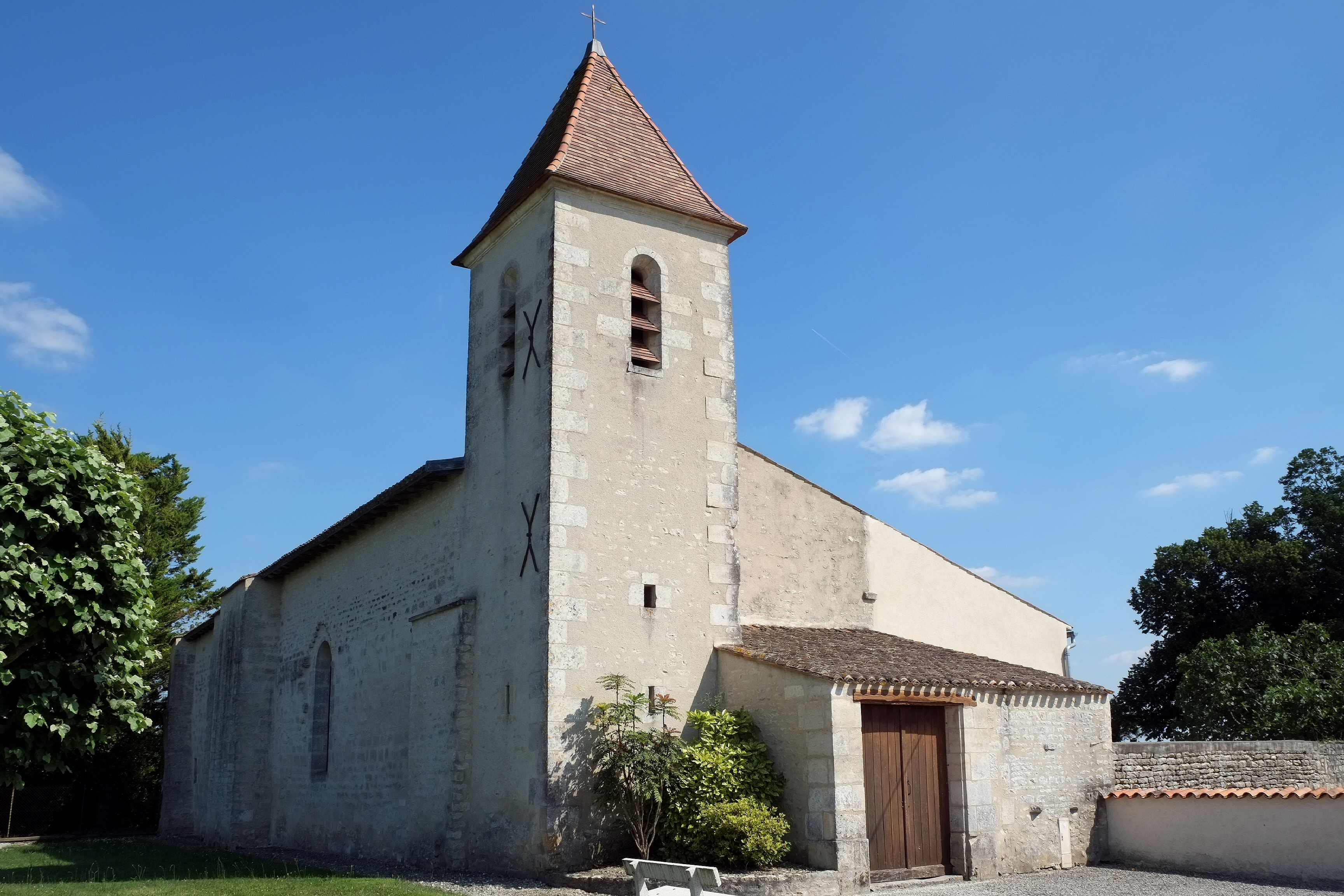
Église Saint-Pierre.